# Rally de Ourense de 1967
El Rally de Ourense de 1967, oficialmente 1.º Rally de Orense, fue la primera edición y la quinta cita de la temporada 1967 del Campeonato de España de Rally. Se celebró del 1 al 2 de julio y contó con un itinerario de siete tramos y un slalom que sumaban un total de 49 km cronometrados y 425 km en total.

## Itinerario
| Día     | Tramo | Nombre                   | Distancia | Ganador            |
| ------- | ----- | ------------------------ | --------- | ------------------ |
| Etapa 1 | TC1   | Alto del Barón           | 7 km      | Manuel Lopes Gião  |
| Etapa 1 | TC2   | Carballiño-Cea           | 7 km      | Manuel Lopes Gião  |
| Etapa 1 | TC3   | Alto de Rodicio          | 7 km      | Bernard Tramont    |
| Etapa 1 | TC4   | Viana-Gudiña             | 9 km      | Bernard Tramont    |
| Etapa 2 | TC5   | Alto de las Estivadas    | 10 km     | Neutralizado       |
| Etapa 2 | TC6   | Carballiño-Cea           | 7 km      | Neutralizado       |
| Etapa 3 | TC7   | Subida al Seminario      | 2 km      | Jorge de Bagration |
| Etapa 3 | TC8   | Slalom campo de la feria | 1 km      | Bernard Tramont    |

## Clasificación final
| Pos. | Piloto                  | Copiloto              | Automóvil                | Puntos | Diferencia |
| ---- | ----------------------- | --------------------- | ------------------------ | ------ | ---------- |
| 1.   | Bernard Tramont         | Ricardo Muñoz         | Alpine-Renault A110 1300 | 375,5  | 0.0        |
| 2.   | Manuel Juncosa          | Artemio Eche          | Fiat Abarth 1000 TC      | 378,5  |            |
| 3.   | Jorge de Bagration      | Alberto Ruiz-Giménez  | Renault 8 Gordini        | 379,2  |            |
| 4.   | Miguel Carbajo-Alonso   | M. Herrera            | Alfa Romeo GTA           | 388,1  |            |
| 5.   | Alfredo César Torres    | Joaquim Pereira Gomes | Austin Cooper S          | 390,0  |            |
| 6.   | Roter Fogel             | F. Fuertes            | Porsche 911              | 396,1  |            |
| 7.   | Félix Serra             | J. Tugues             | SEAT Abarth              | 401,7  |            |
| 8.   | Estanislao Reverter     | Julio A. Leal         | Glas 1304 TS             | 403,0  |            |
| 9.   | Antonio Albacete Alonso | Antonio Silva         | SEAT 600 D               | 412,1  |            |
| 10.  | José M. Moreno          | Alberto Moreno        | BMC                      | 412,7  |            |